# Dysoxylum bijugum
Dysoxylum bijugum là một loài thực vật có hoa trong họ Meliaceae. Loài này được (Labill.) Seem. mô tả khoa học đầu tiên năm 1865.